# Nello Rossati
Nello Rossati, né le 15 juillet 1942 à Adria (Vénétie) et mort le 16 octobre 2009 à Rome (Latium), est un réalisateur et scénariste italien.

## Biographie
Après avoir étudie à l'Académie nationale d'art dramatique Silvio-D'Amico, Rossati commence sa carrière comme assistant et acteur occasionnel de grands metteurs en scène de théâtre tels que Franco Zeffirelli, Giorgio Albertazzi, Luigi Squarzina et Giuseppe Patroni Griffi,. Après son passage à la mise en scène, il travaille avec des comédiens tels que Gianni Santuccio, Anna Miserocchi, Salvo Randone et Nando Gazzolo.
Rossati travaille pour la première fois au cinéma en 1971, mais il s'y investi complètement ; outre deux scénarios de westerns spaghetti, il réalise deux comédies érotiques Prostituée le jour, épouse la nuit et La gatta in calore, deux films dont la protagoniste est interprétée par Eva Czemerys. Il poursuit dans le même genre avec Une nièce malicieuse (it) (1974) et Défense de toucher (1975) avec Ursula Andress. En 1979, il met en scène une des premières comédies de zombies italiennes,  Io zombo, tu zombi, lei zomba.
En 1980, il tourne en Colombie le rape and revenge Fuga scabrosamente pericolosa (it), qui ne sera projeté en Europe que quelques années plus tard. Dans les années 1980, les producteurs le pousse à adopter le nom de scène à consonance anglophone Ted Archer pour un certain nombre de films, dont Django 2, une tentative de relancer le genre western qui se solde par une déception critique et commerciale,. Après un autre film passé presque inaperçu en 1994 et le feuilleton La carne e il diavolo, il se retire des affaires. 

## Filmographie
- 1971 : Prostituée le jour, épouse la nuit (Bella di giorno moglie di notte)
- 1972 : La gatta in calore
- 1973 : Buona parte di Paolina (it)
- 1974 : Une nièce malicieuse (it) (La nipote)
- 1975 : Défense de toucher (L'infermiera)
- 1978 : I figli non si toccano! (it)
- 1979 : Io zombo, tu zombi, lei zomba
- 1979 : Le mani di una donna sola (it)
- 1979 : Fille de nuit (it) (Una donna di notte)
- 1981 : Fuga scabrosamente pericolosa (it)
- 1987 : Django 2 : Le Grand Retour (Django 2 - Il grande ritorno)
- 1988 : Top Line (it)
- 1990 : Exterminez Washington (it) (Cancellate Washington)
- 1992 : La carne e il diavolo (feuilleton télévisé)
- 1993 : Il giorno del giudizio